# Clomocycline
Clomocycline là một loại kháng sinh tetracycline.